# Villa Guicciardini (Usella)
La Villa Guicciardini è un edificio storico nel comune di Cantagallo, nella provincia di Prato, in Toscana.

## Storia
La posizione in cui oggi sorge la villa rappresentava nell'alto medioevo un punto strategico di controllo, trovandosi proprio all'incrocio tra la Strada Maestra, oggi SP 325 R, e la via per Migliana. Non a caso, secondo l'ipotesi più accreditata, qui sorgeva originariamente un edificio di proprietà degli Alberti, proprio sul confine tra il loro dominio ed il Comune di Prato.
Nel XII secolo gli Alberti vendettero tutti i loro possedimenti in Val di Bisenzio ai Bardi, compresa la villa di Usella e l'annessa fattoria.
Nel 1810, dal conte Piermaria, ultimo discendente del ramo familiare di Piero de' Bardi, la proprietà passò per via ereditaria ai Guicciardini; infatti egli era cavalier servente e consigliere personale di Caterina Bartolommei, consorte del conte Lorenzo Guicciardini, ai cui figli Francesco e Ferdinando, Bardi lasciò l'eredità.
Il 1800 fu sicuramente il periodo di maggiore sviluppo per il complesso della villa, la cui economia si espanse anche oltre i prodotti agrari. Ad esempio vi era in funzione una fornace di laterizi, già presente durante la gestione dei Bardi, intorno alla quale si sviluppò un borgo di abitazioni conosciuto tutt'oggi come La Fornace. Inoltre erano presenti un mulino e una piccola attività legata alla produzione tessile.
Questo periodo vide anche la trasformazione degli ambienti sia interni che esterni da fattoria a dimora signorile, in particolare con la creazione di una piccola cappella, con la rivisitazione dello stile delle facciate e con l'annessione di un giardino all'italiana compreso di limonaia.
Durante la prima guerra mondiale, tra il 1916 e il 1919, la villa fu sede di un presidio militare e di uno spedale convalescenti.
Fu proprietà dei Guicciardini fino agli anni settanta del 1900.
Nel 2017, dopo alcuni anni di abbandono, la villa e il parco sono state acquistate dall'impresa Lo Conte Edile Costruzioni srl, la quale ha iniziato il processo di ristrutturazione.

## Descrizione
La struttura più importante della villa è costituita da un corpo a ferro di cavallo. L'intero complesso è circondato da un muro di cinta in pietra.

### Esterno
La facciata principale è quella che si affaccia sulla strada provinciale. Essa è realizzata con un moderato stile barocchetto e presenta nella parte centrale più alta un orologio costruito dall’orologiaio Egisto di Domenico Cavina di Modigliana nel 1862, sormontato da una campana.